# Artur Starewicz

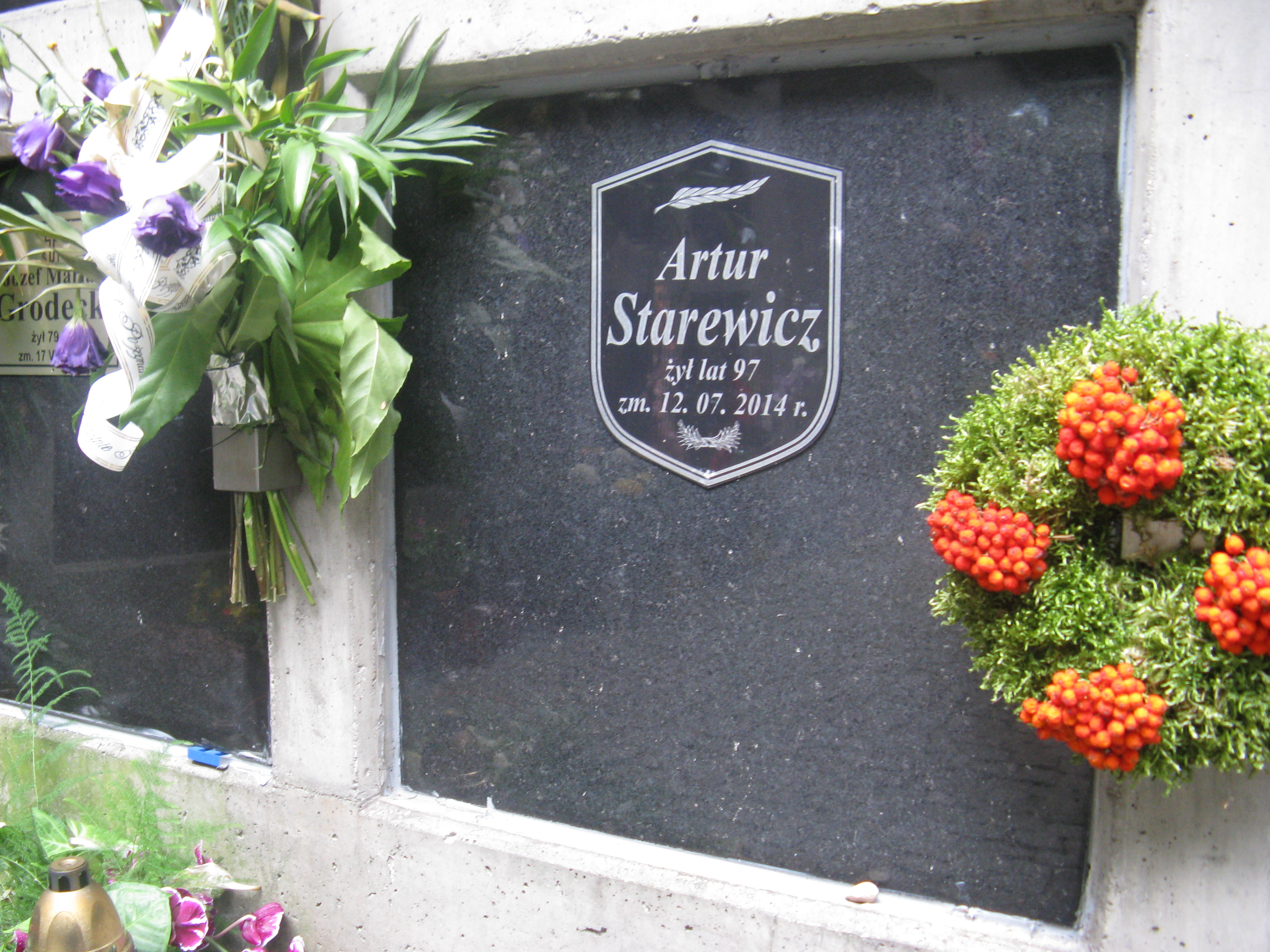
Grób Artura Starewicza na Cmentarzu Wojskowym na Powązkach

Artur Starewicz (ur. 20 marca 1917 w Warszawie, zm. 12 lipca 2014 tamże) – polityk PPR i PZPR, propagandysta partyjny, poseł na Sejm PRL II, III, IV i V kadencji, sekretarz Komitetu Centralnego PZPR (1963–1971), ambasador PRL w Wielkiej Brytanii.

## Życiorys
Urodził się jako syn Jana i Marii. Studiował chemię na Politechnice Warszawskiej i Politechnice Lwowskiej. Edukację dokończył w Uzbekistanie, gdzie pracował w latach 1943–1944.
Pochodził z rodziny żydowskiej o silnych tradycjach inteligenckich, już w II RP działał w lewicowym ruchu młodzieżowym (od 1934 był członkiem komunistycznego Organizacji Młodzieży Socjalistycznej „Życie”, a od 1935 Komunistycznego Związku Młodzieży Polski). Od jesieni 1939 należał do Wszechzwiązkowej Komunistycznej Partii (bolszewików), od 1944 działał w Polskiej Partii Robotniczej, a od 1948 aż do jej rozwiązania w Polskiej Zjednoczonej Partii Robotniczej. Od września do grudnia 1944 był kierownikiem Wydziału Propagandy Komitetu Wojewódzkiego PPR w Rzeszowie, od stycznia do lipca był sekretarzem KW PPR w Krakowie. Następnie działał w Komitecie Centralnym PPR w Warszawie, od sierpnia do listopada 1945 jako zastępca kierownika Wydziału Rolnego, od listopada 1945 do stycznia 1946 jako instruktor w Wydziale Propagandy. Od stycznia 1946 do października 1947 był kierownikiem Wydziału Propagandy w Komitecie Warszawskim PPR. Od października 1947 do lipca 1948 był I sekretarzem KW PPR we Wrocławiu.
Po przekształceniu partii PPR w PZPR od 15 grudnia 1948 do 30 marca 1953 pełnił funkcję kierownika Wydziału Propagandy Masowej, a następnie do 18 stycznia 1954 funkcję kierownika Wydziału Propagandy i Agitacji w Komitecie Centralnym PZPR. Od 17 marca 1954 do marca 1959 pełnił funkcję zastępcy członka KC PZPR, a od 19 marca 1959 do grudnia 1971 był członkiem KC PZPR. W międzyczasie, od grudnia 1956 do 27 czerwca 1963, był kierownikiem Biura Prasy KC PZPR. Od 6 lipca 1963 do 25 czerwca 1971 był także na stanowisku sekretarza KC PZPR.
Związany z ruchem zawodowym, od maja 1954 do 1956 był sekretarzem Centralnej Rady Związków Zawodowych. W 1956 przez krótki czas pełnił funkcję zastępcy redaktora naczelnego „Trybuny Ludu”. Zaliczany do „puławian” podczas walki o władzę w kierownictwie PZPR w latach pięćdziesiątych.
Pełnił mandat posła na Sejm PRL II, III, IV i V kadencji (1957–1972). W 1957, 1961 był wybierany z okręgu Jelenia Góra, w 1965 z okręgu Zielona Góra, a w 1969 z okręgu Opole.
W czasie rządów Władysława Gomułki jeden z jego najbliższych współpracowników. Zwolennik liberalizacji systemu PRL i przeciwnik „frakcji moczarowskiej”. Po odsunięciu od władzy ekipy Władysława Gomułki został skierowany do służby dyplomatycznej, od października 1971 do lipca 1978 był ambasadorem PRL w Wielkiej Brytanii. Po powrocie do Polski związał się z artystką Magdaleną Abakanowicz i towarzyszył jej do końca życia w pracy twórczej jako fotograf jej prac oraz współorganizator wystaw.
Zmarł 12 lipca 2014. 17 lipca 2014 jego prochy zostały pochowane w kolumbarium na Cmentarzu Wojskowym na Powązkach (kwatera 29B kol.-4-13).
Jego drugą żoną była Maria Rutkiewicz-Starewicz, z domu Kamieniecka vel Górska (1917–2007) – działaczka KPP, PPR, PZPR, także pracownica KC PZPR.

## Odznaczenia
- Order Sztandaru Pracy I klasy – dwukrotnie (w tym w 1964)[11]
- Krzyż Kawalerski Orderu Odrodzenia Polski
- Złoty Krzyż Zasługi (uchwałą Prezydium KRN z 11 maja 1946, „w uznaniu zasług w działalności konspiracyjnej w okresie okupacji”)[12]
- Odznaka 1000-lecia Państwa Polskiego (1966)[13]

## W kulturze
Na postaci Artura Starewicza wzorowany był Henryk Borowicz, główny bohater wydanej w 1967 powieści Stefana Kisielewskiego, Widziane z góry.